# Obermehlen

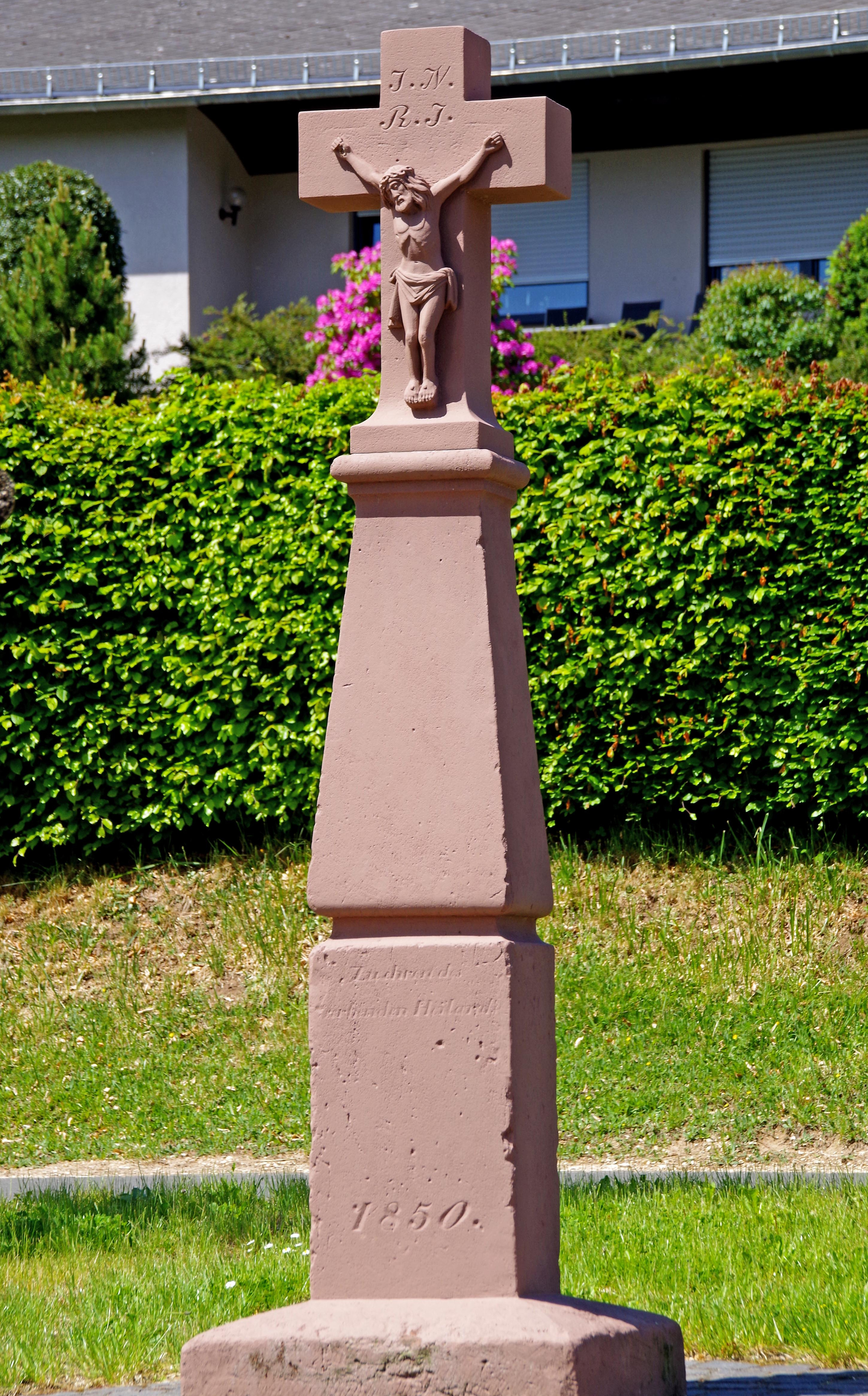
Schaftkreuz von 1850

Obermehlen ist ein Ortsteil der Ortsgemeinde Gondenbrett im Eifelkreis Bitburg-Prüm in Rheinland-Pfalz.

## Geographische Lage
Obermehlen liegt im Tal des Litzenmehlenbachs, der südlich des Ortes in den Mehlenbach mündet. Durch den Ort verläuft die K 185. Nachbarorte sind im Osten der Hauptort der Ortsgemeinde Gondenbrett, im Süden Niedermehlen und im Westen die drei Orte Herscheid, Sellerich und Hontheim. Außerdem liegt der Ort in der Schneifel.

## Geschichte
Obermehlen wird im Jahr 1247 das erste Mal urkundlich als Ober Meilnen erwähnt. Bis 1794 gehörte der Ort zum Hof bzw. Schultheißerei Gondenbrett. Ab der Franzosenzeit war der Ort selbstständige Gemeinde in der Bürgermeisterei Niederprüm.
Am 1. Januar 1971 wurde Niedermehlen in die Ortsgemeinde Gondenbrett eingemeindet.
Zwischen 1100 und 1500 existierte nördlich der Ortslage das kleine Dorf Elscheid. Heute zeugt nur noch der Flurname Auf Elscheid von diesem Ort.

## Kultur und Sehenswürdigkeiten
- Vier Wegekreuze auf dem Gemeindegebiet
- Wüstung Ellscheid, nördlich des Ortes in einem Waldgebiet
- Ehemaliger Steinbruch von 1893, westlich von Obermehlen[4]